# Okres Thal
Okres Thal (německy Bezirk Thal) je jedním z 10 okresů v kantonu Solothurn ve Švýcarsku. Administrativním centrem okresu je Balsthal.

## Geografie
Okres Thal se nachází ve střední části kantonu Solothurn.
V roce 2009 se okres Thal stal druhým regionem ve Švýcarsku (po biosférické oblasti Entlebuch), který byl uznán za regionální přírodní park národního významu. Činnost parku je založena na existujícím potenciálu v oblasti přírodní turistiky, zejména pěší turistiky po horských hřebenech tzv. Thalského Jury.
Společně s okresem Gäu tvoří volební obvod Thal-Gäu.

## Seznam obcí
| Znak                     | Název obce               | Počet obyvatel (31. 12. 2022) | Rozloha (km²) | Hustota zalidnění (obyv./km²) |
| ------------------------ | ------------------------ | ----------------------------- | ------------- | ----------------------------- |
| Aedermannsdorf           | Aedermannsdorf           | 578                           | 12,92         | 75                            |
| Balsthal                 | Balsthal                 | 6375                          | 15,71         | 406                           |
| Herbetswil               | Herbetswil               | 587                           | 16,30         | 36                            |
| Holderbank               | Holderbank               | 732                           | 7,76          | 94                            |
| Laupersdorf              | Laupersdorf              | 1865                          | 15,50         | 120                           |
| Matzendorf               | Matzendorf               | 1349                          | 11,27         | 120                           |
| Mümliswil-Ramiswil       | Mümliswil-Ramiswil       | 2381                          | 35,48         | 67                            |
| Welschenrohr-Gänsbrunnen | Welschenrohr-Gänsbrunnen | 1162                          | 24,46         | 48                            |
| Celkem (8)               | Celkem (8)               | 15 029                        | 139,40        | 108                           |